# Camera în formă de L (film)

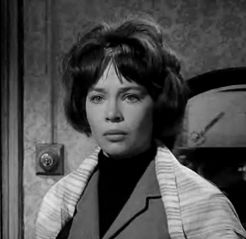
Leslie Caron în rolul Janei Fosset

Camera în formă de L (titlul original: în engleză The L-Shaped Room) este un film dramatic englez, realizat în 1962 de regizorul Bryan Forbes, 
după romanul omonim al scriitorului Lynne Reid Banks, protagoniști fiind actorii Leslie Caron, Tom Bell, Brock Peters și Cicely Courtneidge.

## Rezumat
Jane Fosset, o franțuzoaică în vârstă de 27 de ani, își părăsește casa rurală și se mută la Londra. Petrece un weekend cu un actor șomer. Abia mai târziu își dă seama că este însărcinată. Se mută într-o pensiune săracă din Notting Hill și locuiește acolo într-o cameră în formă de L. Jane se gândește dacă să avorteze sau nu, dar după ce a vorbit cu un medic, se decide să păstreze copilul.
După un timp, Jane se implică într-o relație cu scriitorul nerealizat Toby. Relația lor place la majoritatea vecinilor ei, care sunt în mare parte prostituate și actrițe. Numai vecinului ei Johnny, un muzician de jazz de culoare și prietenul lui Toby, nu-i place prietenia lui Jane cu Toby. Întâmplător, Johnny a aflat despre sarcina lui Jane. După ce a auzit zgomotele amoroase ale lui Jane și Toby prin peretele subțire al camerei, își informează prietenul despre starea lui Jane. Dezamăgit Toby, o părăsește pe Jane, care apoi încearcă să-și omoare copilul nenăscut, cu pastile pe care le-a primit de la Mavis, o actriță. Dar încercarea de a scăpa de sarcină eșuează și Jane acceptă că va avea copilul.
Toby se întoarce la Jane, dar nu poate accepta un copil al cărui tată nu este. După ce Jane a născut copilul, Toby o vizitează. El îi arată manuscrisul primei sale narațiuni finalizate, intitulat Camera în formă de L. Jane părăsește spitalul pentru a se întoarce în Franța. Ea lasă manuscrisul cu un mesaj în care îi spune lui Toby că povestea este frumoasă, dar că nu are sfârșit. Cu un final, povestea ar fi minunată.

## Distribuție
- Leslie Caron – Jane Fosset
- Tom Bell – Toby
- Brock Peters – Johnny
- Cicely Courtneidge – Mavis
- Bernard Lee – Charlie
- Patricia Phoenix – Sonia
- Emlyn Williams – Dr. Weaver
- Avis Bunnage – Doris
- Gerry Duggan – Bert
- Mark Eden – Terry
- Antony Booth – tânărul pe stradă
- Harry Locke – vânzătorul de ziare
- Gerald Sim – doctorul din spital
- Nanette Newman – fata din final

## Aprecieri
„ Hôtel du Nord londonez, filtrat prin realismul lui „Free Cinema” și ilustrat, în momente patetice, de acordurile brahmsiene, „Vă place Brahms?”. Place jocul reținut, modern al lui Bell, care disimulează schematismul personajului.”— Tudor Caranfil ,  Dicționar universal de lungmetraje cinematografice 

## Premii și nominalizări
Premii
- BAFTA 1962 – BAFTA pentru cea mai bună actriță, lui Leslie Caron
- National Board of Review 1963 – unul dintre cele mai bune zece filme ale anului
- New York Times Film Critic 1963 – unul dintre cele mai bune zece filme ale anului
- Golden Globe 1964 – Premiul Globul de Aur pentru cea mai bună actriță (dramă), lui Leslie Caron
- Laurel Awards 1964 – Laurul de aur pentru cea mai bună interpretă, lui Leslie Caron (locul 3)

Nominalizări
- Oscar 1963 – Leslie Caron nominalizare pentru cea mai bună actriță
- BAFTA 1963 – nominalizare pentru BAFTA pentru cel mai bun film
- BAFTA 1963 – nominalizare pentru BAFTA pentru cel mai bun film din orice sursă
- Globul de Aur 1964 – film nominalizat pentru premiul Samuel Goldwyn